# Mávrovo
Mavrovo (macedonio Маврово) es una región en el noroeste de Macedonia del Norte. Es el lugar donde se encuentra en Parque nacional Mavrovo y un centro de deportes de invierno. Algunos de los pueblos y aldeas son Mavrovo, Nikiforovo,  Leunovo y Mavrovi Anovi. Esta microrregión se llama Mavrovo porque la mayor parte de la gente vive en el pueblo de Mavrovo. 

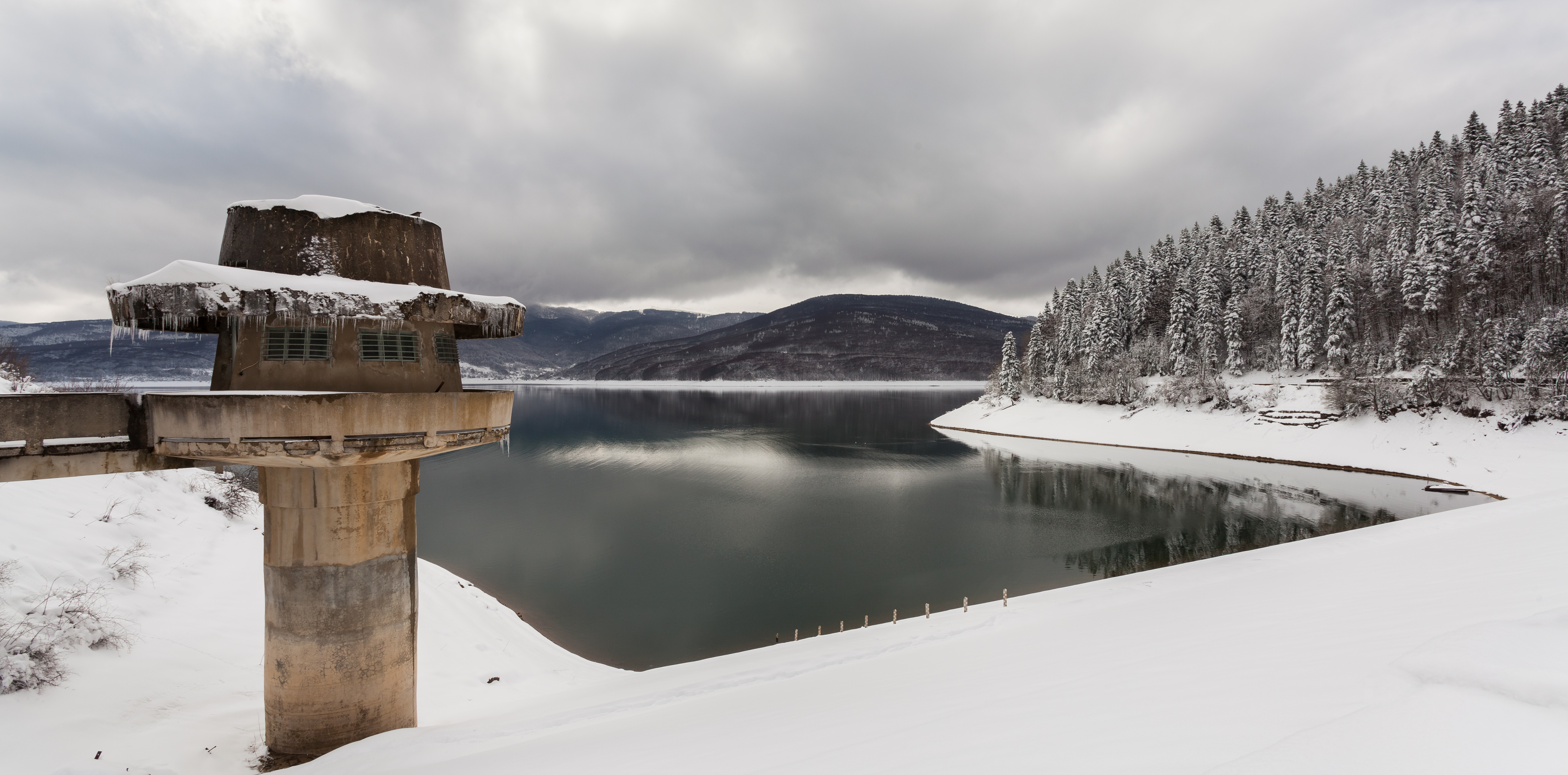
Vista del lago de Mavrovo en invierno desde la presa.

El monte Bistra y el lago Mavrovo ayudan a esta región a crecer turísticamente por todo el año. Mavrovo es el centro más popular de esquí en Macedonia del Norte. El centro de esquí llamado Zare Lazareski tiene dos telesillas, un telesquí con una capacidad de más de 1100 personas a la hora, varios telesquíes con conexión sincronizada y una capacidad de más de cinco mil personas por hora. El centro de esquí fue renovado recientemente, de manera que la capacidad de los telesquíes y telesillas se incremente. Las pistas de esquí empiezan a 1960 m s. n. m. y acaban en 1250 m s. n. m.
El lago Mavrovo se encuentra a una altitud de 1220 m s. n. m. y su fundación comenzó en el año 1953. Tiene 12 km de largo y 3 km de ancho y se extiende por una superficie de 13,3 kilómetros cuadrados. La costa tiene 24 km de largo. Su punto más profundo es el de 48 metros. Hay pescado, p.e. truchas, pudiéndose practicar la pesca.

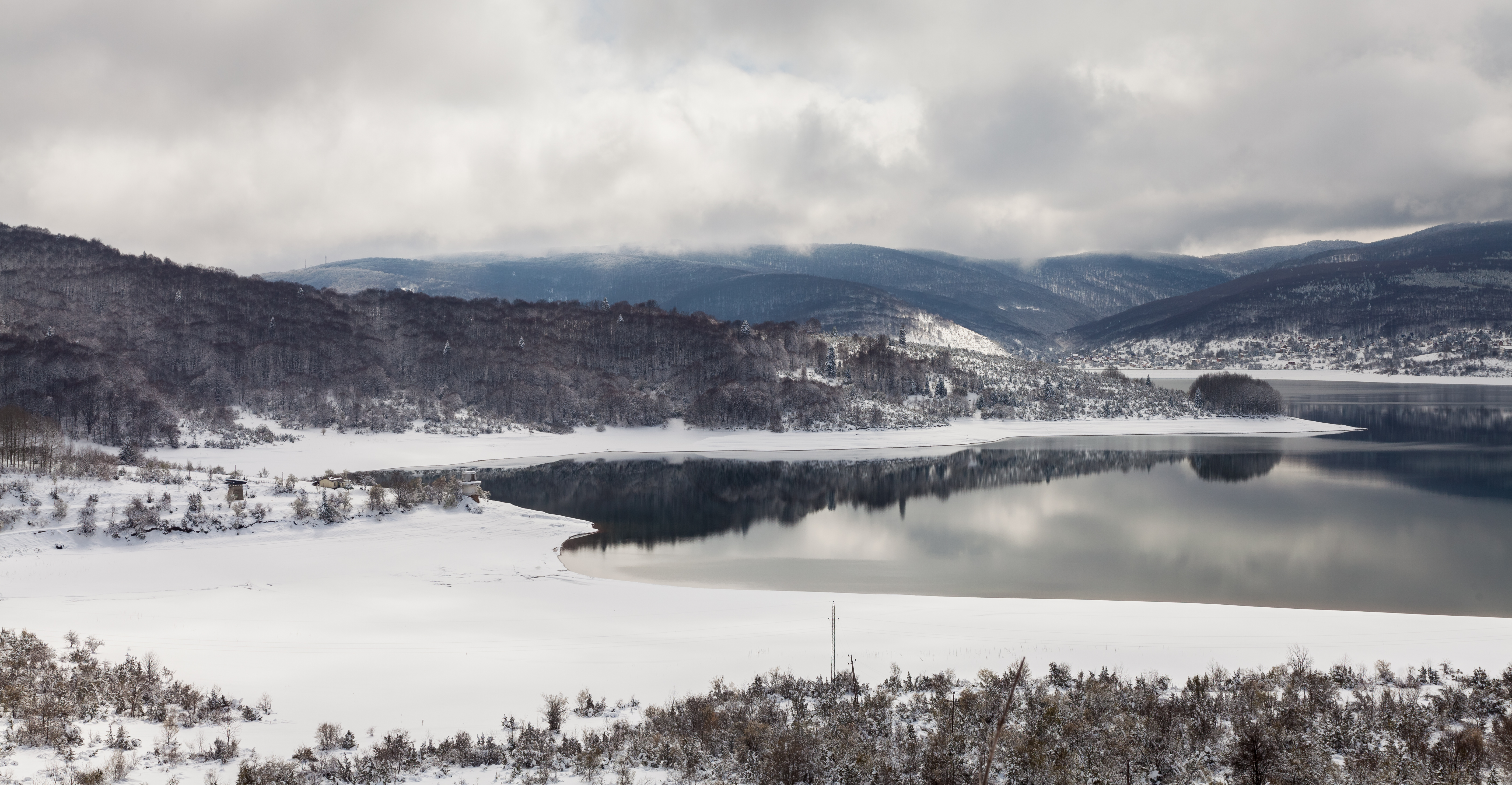
Vista del lago en invierno.